# Johannes Müller (teolog)
Johannes Müller, född den 19 april 1864 i Riesa i Sachsen, död den 4 januari 1949 i Krün i Bayern, var en tysk religiös skriftställare.
Müller utövade under ett drygt halvsekel en omfattande och högt ansedd religiös författarverksamhet. Huvudmålet med hans arbete framgår tydligt från titeln på den skriftserie som han tillsammans med  Heinrich Lhotzky gav ut 1898, kallad "Blätter zur Pflege persönlichen Lebens" (på svenska ungefär ”Blad för vård av personligt liv").
Müller ville vara en guide och själavårdare för den moderna kulturmänniskan och särskilt för dem som inte var så bekanta med traditionell religiositet. Han ifrågasatte hur modern kultur jämställer och suddar ut individens särdrag. Hans budskap var att leva på ett "direkt" och "ursprungligt" sätt. För att nå detta mål trodde han inte på reflexion och viljeansträngning, istället menade han att människan behöver komma i kontakt med djupet i sin själ och dess produktiva och nyskapande kraft.
Müller betonade starkt hur människan i den riktiga religionen kommer i kontakt med "objektiva krafter", en dold livskraft som påverkar och övervinner oss. Han sa "I den verkliga religionen råder gudomlig aktivitet, där är nyskapande liv". Även om Müller delvis liknade mystiskt tänkande genom att förespråka djupdykning i själslivet, motsatte han sig samtidigt typisk mystik, som enligt honom var en imitation av religion. Enligt Müller är den riktiga religionen en gudsupplevelse i motsats till mystikens gudsnjutning. Det nyskapande innebär att människan går utöver sig själv, och självkritiken minskar. Denna upplevelse av gudomlighet omsätts sedan i livskänslor och impulser som påverkar ens liv.
Bland Müllers mera betydande arbeten märks Die Bergpredigt (1906, 6:e upplagan 1920; svensk översättning "Bergspredikan tolkad för vår tid", 1922) samt Die Reden Jesu (3 delar, 1909–1918; "Vad Jesus talat, tolkat för vår tid", 1914–1916). Några av Müllers mindre verk översattes till svenska: "Vem är Jesus?’ (1920), "Om livet och döden" (1921), "Vad som hämmar livet" (1920) med flera.
Müllers främsta styrka ligger i den inspirerande och impulsiva karaktär som genomsyrar hans skrivande, samt förmågan att nå fram till samtida människor. Hans böcker präglas av den "omedelbarhet och ursprunglighet", som han vill förmedla. Ibland använder han otydlig terminologi och hans tankegångar kan vara förvirrande. När han diskuterar andra religiösa uppfattningar kan han vara kortfattad och orättvis, och överdriver skillnaderna mellan sig själv och de han kritiserar.  Han förstod sig inte på det religiösa livets samfund och gemenskap.
Müller bodde under många år på Schloss Elmau i Bayern, där han inrättade ett slags hospits i stor stil för kroppslig och själslig vila och vederkvickelse. Han höll föreläsningar i Stockholm vid flera besök 1919-1923. Müller hyllade Hitler under 1930-talet och dömdes efter kriget som krigsförbrytare.